# Wilhelm Weißenborn
Wilhelm August Adam Weißenborn (* 23. November 1803 in Riethnordhausen; † 5. November 1878 in Eisenach) war ein deutscher Theologe, Philologe, Historiker, Politiker und Mitglied der Frankfurter Nationalversammlung.

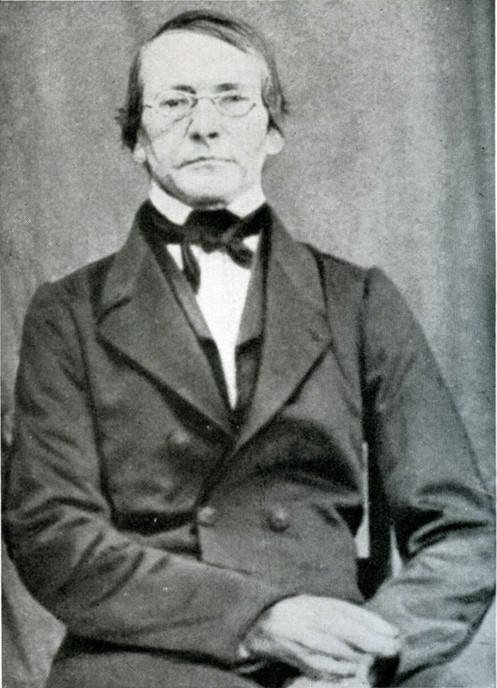
Wilhelm Weißenborn (1803–1878), Gymnasialprofessor, Liviusherausgeber, Paulskirchenpolitiker

## Leben
Wilhelm Weißenborn war der Sohn des Pfarrers Johann Georg Weißenborn (1759–1806) und der Maria Wilhelmina geb. Voppel (1778–1819). Nach dem frühen Tod seines Vaters zog er mit seiner Mutter in ihren Geburtsort Dankmarshausen bei Eisenach. Seine Mutter heiratete 1810 in zweiter Ehe den Lehrer Johann Adam Hagelgans. Wilhelm Weißenborn besuchte zunächst die Volksschule in Dankmarshausen und dann das Gymnasium in Eisenach, das er zwei Jahre nach dem Tod seiner Mutter abschloss.
Er studierte von 1821 bis 1825 evangelische Theologie, Philologie und Geschichte in Jena, wo er 1825 zum Dr. theol. promoviert wurde. Unter seinen Hochschullehrern waren Karl Wilhelm Göttling, Heinrich Luden und Ludwig Friedrich Otto Baumgarten-Crusius. In Jena schloss er sich 1821 der Burgkeller-Burschenschaft an.
Nach dem Studium war er als Hauslehrer in Paris tätig, 1826 ging er in gleicher Tätigkeit nach Ruhla. 1826 bis 1827 war er als Lehrer in Hofwil angestellt. 1827/28 war er Collaborator in der Georgenkirche und Lehrer an der Töchterschule in Eisenach. 1828/29 war er Vertreter des Pfarrers in Oberweid. Von 1828 bis 1879 war er als Gymnasialprofessor in Eisenach tätig.
1848/49 war er für den Wahlkreis 2. Sachsen-Weimar-Eisenach (Eisenach) Abgeordneter im Frankfurter Paulskirchenparlament. Er war Mitglied der Fraktion Württemberger Hof.
1850 wurde er Mitglied des Erfurter Parlaments, 1870 Hofrat. Außerdem war er von 1870 bis 1873 Mitglied der Stadtverordnetenversammlung Eisenachs. 1873 ging er in den Ruhestand.
Seine Kommentare zu Ab urbe condita des Titus Livius gehören bis in die heutige Zeit zu den Standardwerken der Livius-Forschung.
Der Mathematiker Hermann Weißenborn (1830–1896) war sein Sohn.

## Ehrungen
- Dr. phil. ehrenhalber in Jena (1838)
- Ehrenbürger von Eisenach

## Werke
- Wilhelm Weissenborn: Titi Livi Ab urbe condita libri. Gesamtausgabe, Leipzig 1860–1885.
- Wilhelm Weissenborn: Titi Livi Ab urbe condita libri. Iterum recognovit Wilhelm Weissenborn. 6 Teile, Leipzig 1860–1885.
- Wilhelm Weissenborn: T. Livii ab urbe condita libri. 10 Bde., Kommentare, Weidmann Ausgabe, Leipzig/Berlin 1853–1866.
- Wilhelm Weissenborn, M. Mueller, Otto Rossbach: T. Livi Ab urbe condita libri. Bde., Bibliotheca scriptorum Graecorum et Romanorum Teubneriana, Stuttgart 1972–1973.
- Lateinische Schulgrammatik, 1838.